# New Jersey Pride
I New Jersey Pride sono stati una squadra professionistica di lacrosse, facente parte della Major League Lacrosse, con sede a Piscataway (New Jersey), USA. 

## Storia
Fondati nel 2001, il primo anno di esistenza del campionato, il Pride ha giocato le sue partite allo Yogi Berra Stadium della Montclair State University, ma dal 2002 al 2003 al TD Bank Park di Bridgewater Township, New Jersey. Dal 2004 al 2005, il Pride ha giocato le partite casalinghe sullo Sprague Field della Montclair State University. Il club raggiunse i playoff in due sole occasioni (nel 2002 e nel 2003). Gli scarsi successi ed i continui cambi di stadio furono tra le cause dello scioglimento della società, avvenuto al termine della stagione 2007-2008. Nel 2024 alcuni ex giocatori della squadra sono confluiti in una nuova compagine chiamata Atlas.